# Nguyễn
Nguyễn (Hán Nôm: 阮) oder vereinfacht auch Nguyen (nördliche Aussprache [ŋʷiə̌ˀn] ⓘ, südliche Aussprache [ŋʷiə̌ŋ] ⓘ) ist der häufigste vietnamesische Familienname (họ).

## Herkunft
Der Familienname ist synonym mit dem vor allem in Südchina vorkommenden chinesischen Familiennamen Ruan chinesisch 阮, Pinyin Ruǎn, Jyutping Jyun5, kantonesisch Yuen2, Pe̍h-ōe-jī Ńg Teochew Nguêng2, IPA: [ŋuan], Mittelchinesisch, 1.–11. Jh., *ngiuæ̌n.
Der Grund für die weite Verbreitung dieses Familiennamens geht auf die Nguyễn-Dynastie (1802 bis 1945) zurück, wobei der Name gleichzeitig der Familienname des Königshauses war.

## Verbreitung
Nguyễn ist der am weitesten verbreitete Familienname Vietnams, geschätzte 40 % der Vietnamesen tragen ihn. Um zu unterscheiden, welcher Familie eine Person angehört, verwenden manche Familien familienspezifische Beinamen (tên đệm), z. B. Nguyễn Hữu, Nguyễn Văn oder Nguyễn Tiến. Heutzutage verzichten immer mehr Vietnamesen auf diesen Namensbestandteil.
Der Familienname hat sich auch in Länder verbreitet, in die Vietnamesen emigriert sind. So ist Nguyen der siebthäufigste Nachname in Australien (nach Smith der zweithäufigste Familienname in den Telefonbüchern von Melbourne) und steht an 54. Stelle der häufigsten Familiennamen in Frankreich, der ehemaligen Kolonialmacht Vietnams. Gemäß der Volkszählung aus dem Jahr 2000 ist Nguyen in den Vereinigten Staaten der häufigste exklusiv ostasiatische Nachname und steht an 57. Position unter den häufigsten Nachnamen in den USA. In Norwegen belegt er den 56. Rang; auch in Tschechien führt er die Liste der ausländischen Namen an und belegt den 85. Platz unter den häufigsten Nachnamen des Landes. Weltweit steht Nguyen mit etwa 36 Millionen Namensträgern an vierter Position der häufigsten Familiennamen der Welt und wird nur von chinesischen Namen übertroffen.

## Namensträger
- Angehörige der Nguyễn-Dynastie, von 1802 bis 1945 Herrscher über Vietnam
- Angehörige der Nguyễn-Fürsten, von 1558 bis 1777 Herrscher über Cochinchina
- Nguyen An (Ruan An), Architekt
- Nguyễn Anh Đức (* 1985), vietnamesischer Fußballspieler
- Nguyễn Anh Dũng (* 1976), vietnamesischer Schachspieler
- Nguyễn Anh Khôi (* 2002), vietnamesischer Schachspieler
- Nguyễn Anh Tuấn (Karateka) (* 1969), vietnamesischer Karateka
- Nguyễn Anh Tuấn (Fußballspieler, 1981) (* 1981), vietnamesischer Fußballspieler
- Nguyễn Anh Tuấn (Fußballspieler, 1984) (* 1984), vietnamesischer Fußballspieler
- Nguyễn Bá Cẩn (1930–2009), südvietnamesischer Politiker
- Nguyễn Bình (1904–1951), vietnamesischer General
- Nguyễn Bính (1918–1966), vietnamesischer Dichter
- Nguyễn Bỉnh Khiêm (1491–1585), vietnamesischer Gelehrter und Dichter
- Nguyễn Cao Kỳ (1930–2011), südvietnamesischer General und Politiker
- Nguyễn, Chí Bảo (* 1972), vietnamesischer Fußballspieler
- Nguyễn Chí Thanh (1914–1967), vietnamesischer General und Guerillakämpfer
- Nguyễn Cơ Thạch (1921–1998), vietnamesischer Politiker
- Nguyễn Công Huy (* 1987), vietnamesischer Fußballspieler
- Nguyễn Công Phượng (* 1995), vietnamesischer Fußballspieler
- Nguyễn Công Trứ (1778–1858), vietnamesischer Mandarin und Literat
- Nguyễn Công Vĩnh (* 1968), vietnamesischer Fußballspieler
- Nguyen Dan Que (* 1942), vietnamesischer Arzt und Aktivist
- Nguyễn Đình Bắc (* 2004), vietnamesischer Fußballspieler
- Nguyễn Đình Cương (* 1982), vietnamesischer Leichtathlet
- Nguyễn Đình Minh (* 1966), vietnamesischer Leichtathlet
- Nguyễn Đình Thi (1924–2003), vietnamesischer Schriftsteller und Komponist
- Nguyễn Đình Triệu (* 1991), vietnamesischer Fußballspieler
- Nguyễn Dữ, vietnamesischer Dichter
- Nguyễn Du (1765–1820), vietnamesischer Dichter und Schriftsteller
- Nguyễn Đức Anh Chiến, vietnamesischer Karambolagespieler
- Nguyễn Đức Chiến (* 1998), vietnamesischer Fußballspieler
- Nguyen Duc Hai (* 1955), vietnamesischer Politiker
- Nguyễn Đức Hiền (* 1925), südvietnamesischer Radrennfahrer
- Nguyễn Đức Mộc (1913–2009), vietnamesischer Kampfkünstler
- Nguyễn Đức Thắng (* 1976), vietnamesischer Fußballspieler
- Nguyễn Đức Uýnh (* 1955), vietnamesischer Sportschütze
- Nguyễn Đức Vũ (* 1975), vietnamesischer Fußballschiedsrichter
- Nguyễn Duy Trinh (1910–1985), vietnamesischer Politiker
- Nguyễn Gia Từ (* 1989), vietnamesischer Fußballspieler
- Nguyễn Hải Anh (* 1987), vietnamesischer Fußballspieler
- Nguyễn Hải Huy (* 1991), vietnamesischer Fußballspieler
- Nguyễn Hai Long (* 2000), vietnamesischer Fußballspieler
- Nguyễn Hiền Triết (* 1983), vietnamesischer Fußballschiedsrichter
- Nguyễn Hoàng (1525–1613), Begründer der Nguyễn-Fürsten
- Nguyễn Hoàng Đức (* 1998), vietnamesischer Fußballspieler
- Nguyễn Hoàng Hải (* 1986), vietnamesischer Badmintonspieler
- Nguyễn Hoàng Lam (* 1980), vietnamesischer Xiangqi-Spieler
- Nguyễn Hoàng Vương (* 1981), vietnamesischer Fußballspieler
- Nguyễn Hồng Quang, vietnamesischer Rechtsanwalt, Bürgerrechtler und Prediger
- Nguyễn Hồng Sơn (* 1970), vietnamesischer Fußballspieler
- Nguyễn Hồng Tiến (* 1985), vietnamesischer Fußballspieler
- Nguyễn Huệ (1752–1792), vietnamesischer General
- Nguyễn Hữu Có (1925–2012), vietnamesischer General
- Nguyễn Hữu Đăng (* 1970), vietnamesischer Fußballspieler
- Nguyễn Hữu Dũng (* 1995), vietnamesischer Fußballspieler
- Nguyễn Hữu Thắng (* 1972), vietnamesischer Fußballspieler
- Nguyễn Hữu Thọ (1910–1996), vietnamesischer Politiker, Präsident 1980/1981
- Nguyễn Hữu Việt (1988–2022), vietnamesischer Schwimmer
- Nguyễn Huy Cường (* 1986), vietnamesischer Fußballspieler
- Nguyễn Huy Hoàng (Fußballspieler) (* 1981), vietnamesischer Fußballspieler
- Nguyễn Huy Hoàng (Schwimmer) (* 2000), vietnamesischer Schwimmer
- Nguyễn Huy Hùng (* 1992), vietnamesischer Fußballspieler
- Nguyễn Huy Thiệp (1950–2021), vietnamesischer Schriftsteller
- Nguyễn Huỳnh Minh Huy (* 1987), vietnamesischer Schachspieler
- Nguyễn Hw Thoa (* 1926), südvietnamesischer Radsportler
- Nguyễn Khải (1930–2008), vietnamesischer Schriftsteller
- Nguyễn Khánh (1927–2013), südvietnamesischer General und Politiker
- Nguyễn Kiến (* 1933), vietnamesischer Schriftsteller
- Nguyễn Kiều Oanh (* 1969), vietnamesische Schwimmerin
- Nguyễn Kim (1467–1545), vietnamesischer Mandarin und Staatsmann
- Nguyên Lê (* 1959), vietnamesischer Musiker
- Nguyễn Liêm Thanh (* 1972), vietnamesischer Fußballspieler
- Nguyễn Lộc (1912–1960), vietnamesischer Kampfkünstler
- Nguyễn Lương Phúc (* 1980), vietnamesischer Fußballspieler
- Nguyễn Mạnh Cuờng (* 1965), vietnamesischer Fußballspieler
- Nguyễn Mạnh Dũng (* 1977), vietnamesischer Fußballspieler
- Nguyễn Minh Châu (Schriftsteller) (1930–1989), vietnamesischer Schriftsteller
- Nguyễn Minh Châu (Fußballspieler) (* 1985), vietnamesischer Fußballspieler
- Nguyễn Minh Đức (* 1985), vietnamesischer Fußballspieler
- Nguyễn Mạnh Dũng (* 1981), vietnamesischer Fußballtorhüter
- Nguyễn Mạnh Tường (* 1960), vietnamesischer Sportschütze
- Nguyễn Minh Chuyên (* 1985), vietnamesischer Fußballspieler
- Nguyễn Minh Hải (* 1978), vietnamesischer Fußballspieler
- Nguyễn Minh Phương (* 1980), vietnamesischer Fußballspieler
- Nguyễn Minh Tam (* 1950), südvietnamesische Schwimmerin
- Nguyễn Minh Triết (* 1942), vietnamesischer Politiker, Staatspräsident 2006 bis 2011
- Nguyễn Minh Tùng (* 1992), vietnamesischer Fußballspieler
- Nguyễn Minh Vu, vietnamesischer Diplomat
- Nguyễn Ngọc Duy (* 1986), vietnamesischer Fußballspieler
- Nguyễn Ngọc Loan (1931–1998), südvietnamesischer General
- Nguyen Ngoc Nhu Quynh (Nguyễn Ngọc Như Quỳnh, * 1979) vietnamesische Bloggerin und Aktivistin
- Nguyễn Ngọc Thanh (* 1982), vietnamesischer Fußballspieler
- Nguyễn Ngọc Thơ (1908–1976), südvietnamesischer Politiker
- Nguyễn Ngọc Thơ (Fußballspieler) (* 1978), vietnamesischer Fußballspieler
- Nguyễn Ngọc Trường Sơn (* 1990), vietnamesischer Schachspieler
- Nguyen Ngoc Tu (* 1976), vietnamesische Schriftstellerin
- Nguyễn Phan Long, vietnamesischer Politiker und Publizist
- Nguyễn Phan Quế Mai (* 1973), vietnamesische Dichterin und Romanautorin
- Nguyễn Phi Hùng (* 1974), vietnamesischer Fußballspieler
- Nguyễn Phong Hồng Duy (* 1996), vietnamesischer Fußballspieler
- Nguyễn Phú Trọng (1944–2024), vietnamesischer Politiker
- Nguyễn Phúc Chu (1675–1725), sechster Nguyễn-Fürst
- Nguyễn Phúc Lan (1601–1648), dritter Nguyễn-Fürst
- Nguyễn Phúc Khoát (1714–1765), achter Nguyễn-Fürst
- Nguyễn Phúc Miên Tông (1807–1847), vietnamesischer Kaiser, dritter Kaiser der Nguyễn-Dynastie, siehe Thiệu Trị
- Nguyễn Phúc Nguyên (1563–1635), zweiter Nguyễn-Fürst
- Nguyễn Phúc Tần (1620–1687), vierter Nguyễn-Fürst
- Nguyễn Phúc Trăn (1649–1691), fünfter Nguyễn-Fürst
- Nguyễn Phúc Trú (1697–1738), siebter Nguyễn-Fürst
- Nguyễn Quang Hải (Fußballspieler, 1985) (* 1985), vietnamesischer Fußballspieler
- Nguyễn Quang Hải (Fußballspieler, 1997) (* 1997), vietnamesischer Fußballspieler
- Nguyễn Quang Hùng (* 1972), vietnamesischer Fußballspieler
- Nguyễn Quang Minh (* 1982), vietnamesischer Badmintonspieler
- Nguyễn Quốc Cường (* 1949), vietnamesischer Sportschütze
- Nguyễn Quốc Nguyện (* 1982), vietnamesischer Karambolagespieler
- Nguyễn Quốc Trung (* 1979), vietnamesischer Fußballspieler
- Nguyễn Sinh Cung, ursprünglicher Name von Hồ Chí Minh (1890–1969), vietnamesischer Revolutionär und Politiker
- Nguyễn Sơn 阮山 (1908–1956), vietnamesisch-chinesischer General
- Nguyễn Tấn Dũng (* 1949), vietnamesischer Politiker
- Nguyễn Thái Dương (* 1988), vietnamesischer Fußballspieler
- Nguyễn Thái Học, vietnamesischer Revolutionär und Parteigründer
- Nguyễn Thái Sơn (* 2003), vietnamesischer Fußballspieler
- Nguyễn Thanh Bình (Billardspieler) (* 1958/1959), vietnamesischer Billardspieler
- Nguyễn Thanh Bình (Fußballspieler, 1987) (* 1987), vietnamesischer Fußballspieler
- Nguyễn Thanh Bình (Fußballspieler, 2000) (* 2000), vietnamesischer Fußballspieler
- Nguyễn Thành Chung (* 1997), vietnamesischer Fußballspieler
- Nguyễn Thanh Hiền (* 1993), vietnamesischer Fußballspieler
- Nguyễn Thành Long Giang (* 1988), vietnamesischer Fußballspieler
- Nguyễn Thanh Nhân (* 2000), vietnamesischer Fußballspieler
- Nguyễn Thế Anh (* 1981), vietnamesischer Fußballtorhüter
- Nguyễn The Loc (* 1935), südvietnamesischer Fechter
- Nguyen The Phuong (* 1930), vietnamesischer Schriftsteller
- Nguyễn Thị Bích Thùy (* 1994), vietnamesische Fußballspielerin
- Nguyễn Thị Bình (* 1927), vietnamesische Lehrerin und Politikerin, Vizepräsidentin Vietnams
- Nguyễn Thị Định (1920–1992), Generalin der Vietnamesischen Volksarmee während des Vietnamkriegs und Vizepräsidentin Vietnams
- Nguyễn Thị Hằng (* 1997), vietnamesische Sprinterin
- Nguyễn Thị Hồng Bích (* 1963), vietnamesische Schwimmerin
- Nguyễn Thị Huyền (* 1993), vietnamesische Leichtathletin
- Nguyễn Thị Kim Ngân (* 1954), vietnamesische Lehrerin und Politikerin
- Nguyễn Thị Kim Thư (* 1985), vietnamesische Handballspielerin
- Nguyễn Thị Mai Hưng (* 1994), vietnamesische Schachspielerin
- Nguyễn Thị Minh Khai (1910–1941), Aktivistin der Kommunistischen Partei Vietnams in Französisch-Indochina
- Nguyễn Thị Mỹ Anh (* 1994), vietnamesische Fußballspielerin
- Nguyễn Thị Mỹ Lien (* 1951), südvietnamesische Schwimmerin
- Nguyễn Thị Ngọc (* 2002), vietnamesische Sprinterin
- Nguyễn Thị Oanh (Leichtathletin, 1995) (* 1995), vietnamesische Leichtathletin
- Nguyễn Thị Oanh (Leichtathletin, 1996) (* 1996), vietnamesische Leichtathletin
- Nguyễn Thị Phương (* 1976), vietnamesische Schwimmerin
- Nguyễn Thị Sen (* 1991), vietnamesische Badmintonspielerin
- Nguyễn Thị Thanh Nhã (* 2001), vietnamesische Fußballspielerin
- Nguyễn Thị Thật (* 1993), vietnamesische Radsportlerin
- Nguyễn Thị Thu Phương (* 1991), vietnamesische Leichtathletin
- Nguyễn Thị Thúy Hằng (* 1997), vietnamesische Fußballspielerin
- Nguyễn Thị Trúc Mai (* 1997), vietnamesische Weitspringerin
- Nguyễn Thị Tuyết Dung (* 1993), vietnamesische Fußballspielerin
- Nguyễn Thiền Quang (* 1970), vietnamesischer Fußballspieler
- Nguyễn Thùy Linh (* 1997), vietnamesische Badmintonspielerin
- Nguyễn Tiến Duy (* 1991); vietnamesischer Fußballspieler
- Nguyễn Tiến Hiệp (* 1947), vietnamesischer Botaniker
- Nguyễn Tiến Linh (* 1997), vietnamesischer Fußballspieler
- Nguyễn Tiến Minh (* 1983), vietnamesischer Badmintonspieler
- Nguyễn Tiến Trung (* 1962), vietnamesischer Sportschütze
- Nguyễn Trãi (1380–1442), vietnamesischer Politiker, Diplomat und Poet
- Nguyên Trong Anh (* 1935), französischer Chemiker
- Nguyễn Trọng Hiếu, eigentlicher Name von Trong Hieu (* 1992), deutsch-vietnamesischer Popsänger
- Nguyễn Trọng Hoàng (* 1989), vietnamesischer Fußballspieler
- Nguyễn Trung Kiên (* 1979), vietnamesischer Fußballspieler
- Nguyễn Trung Vĩnh (* 1978), vietnamesischer Fußballspieler
- Nguyễn Trường Sơn, vietnamesischer Zoologe
- Nguyễn Tuấn Anh (* 1995), vietnamesischer Fußballspieler
- Nguyễn Tuấn Mạnh (* 1990), vietnamesischer Fußballspieler
- Nguyễn Tuấn Phong (* 1981), vietnamesischer Fußballspieler
- Nguyễn Tuấn Thành (* 1975), vietnamesischer Fußballspieler
- Nguyễn Tùng Dương (* 1983), vietnamesischer Sänger, siehe Tùng Dương
- Nguyễn Tường Tam, eigentlicher Name von Nhất Linh (1906–1963), Schriftsteller und Politiker
- Nguyễn Văn Biển (* 1985), vietnamesischer Fußballspieler
- Nguyễn Văn Bình (* 1939), südvietnamesischer Judoka
- Nguyễn Văn Bổng (1921–2001), vietnamesischer Schriftsteller
- Nguyễn Văn Cao (1923–1995), vietnamesischer Komponist, siehe Văn Cao
- Nguyễn Văn Châu (* 1940), südvietnamesischer Radrennfahrer
- Nguyễn Văn Đàn (* 1974), vietnamesischer Fußballspieler
- Nguyễn Văn Dòng (* 1970), vietnamesischer Fußballspieler
- Nguyễn Văn Hiền (Geschäftsmann) (* 1957), deutsch-vietnamesischer Geschäftsmann und Gründer des Dong Xuan Centers
- Nguyễn Văn Hiệu (1938–2022), vietnamesischer Physiker und Hochschullehrer
- Nguyễn Văn Hinh (1915–2004), französisch-vietnamesischer Luftwaffengeneral
- Nguyễn Văn Hùng (Politiker) (* 1961), vietnamesischer Politiker und Sportfunktionär
- Nguyễn Văn Hùng (Taekwondoin) (* 1980), vietnamesischer Taekwondoin
- Nguyễn Văn Hùng (Leichtathlet) (* 1989), vietnamesischer Dreispringer
- Nguyễn Văn Khoi (* 1935), südvietnamesischer Radrennfahrer
- Nguyễn Văn Lém (1934–1968), vietnamesischer Kämpfer
- Nguyễn Văn Linh (1915–1998), vietnamesischer Politiker
- Nguyễn Văn Ngan (* 1943), südvietnamesischer Radrennfahrer
- Nguyễn Văn Nhieu (* 1930), südvietnamesischer Bahnradsportler
- Nguyễn Văn Phương (* 1968), vietnamesischer Fußballtorhüter
- Nguyễn Văn Quyết (* 1991), vietnamesischer Fußballspieler
- Nguyễn Văn Sỹ (* 1971), vietnamesischer Fußballspieler
- Nguyễn Văn Tâm (1892/1893–1990), südvietnamesischer Politiker
- Nguyễn Văn Thái (* 1982), vietnamesischer Tierschützer und Artenschützer
- Nguyễn Văn Thiệu (1923–2001), südvietnamesischer General und Präsident
- Nguyễn Văn Thinh (1888–1946), vietnamesischer Arzt und Politiker
- Nguyễn Văn Toàn (Fußballspieler) (* 1996), vietnamesischer Fußballspieler
- Nguyễn Văn Toản (* 1999), vietnamesischer Fußballtorhüter
- Nguyễn Văn Trường (* 2003), vietnamesischer Fußballspieler
- Nguyễn Văn Tú (1963–1992), aus Vietnam stammender Vertragsarbeiter
- Nguyễn Văn Tuấn (* 1978), vietnamesischer Fußballspieler
- Nguyễn Văn Tùng (* 2001), vietnamesischer Fußballspieler
- Nguyễn Văn Tường (1824–1886), vietnamesischer Mandarin
- Nguyễn Văn Vĩ (* 1998), vietnamesischer Fußballspieler
- Nguyễn Văn Vĩnh (1882–1936), vietnamesischer frankophoner Publizist
- Nguyễn Văn Xuân (1892–1989), französisch-vietnamesischer General und Politiker
- Nguyễn Việt Phong (* 1992), vietnamesischer Fußballspieler
- Nguyễn Việt Thắng (* 1981), vietnamesischer Fußballspieler
- Nguyễn Vũ Phong (* 1985), vietnamesischer Fußballspieler
- Nguyen Xuan Huy (* 1976), vietnamesischer, in Deutschland lebender Maler
- Nguyễn Xuân Phúc (* 1954), vietnamesischer Politiker
- Nguyễn Xuân Thành (* 1985), vietnamesischer Fußballspieler

sowie:
- Alphonse Nguyên Huu Long (* 1953), vietnamesischer Geistlicher, Bischof von Vinh
- Anasztázia Nguyen (* 1993), ungarische Leichtathletin
- André Nguyên Van Nam (1922–2006), vietnamesischer Geistlicher, Bischof von Mỹ Tho
- Anna Nguyen (* 1990), deutsche Politikerin
- Antoine Nguyên Van Thien (1906–2012), vietnamesischer Bischof
- Augustine Nguyen Hoa (1908–1989), chinesischer katholischer Pfarrer und Führer einer Militäreinheit
- Bee Nguyen (* 1981), US-amerikanische Politikerin
- Carol Nguyen, vietnamesisch-kanadische Filmemacherin
- Caroline Guiela Nguyen (* 1981), französische Autorin und Theaterregisseurin sowie Intendantin des Théâtre national de Strasbourg
- Chanelle Van Nguyen (* 1994), US-amerikanische Tennisspielerin
- Christine Nguyen (* 1980), US-amerikanische Schauspielerin und Model
- Christopher Nguyen (* 1988), deutscher Fußballspieler vietnamesischer Abstammung
- Dan Thy Nguyen (* 1984), deutscher Regisseur, Schauspieler, Essayist und Sänger
- Daniel Nguyen (* 1990), US-amerikanischer Tennisspieler
- Dat Nguyen (* 1975), US-amerikanischer Footballspieler
- Desiree Nguyen, US-amerikanische Handball- und Beachhandballspielerin
- Dominic Nguyễn Tuan Anh (* 1972), vietnamesischer Geistlicher, Weihbischof in Xuân Lộc
- Dominic Nguyễn Van Manh (* 1955), vietnamesischer Geistlicher, Bischof von Ðà Lạt
- Dominique Nguyên Chu Trinh (* 1940), vietnamesischer Bischof
- Dustin Nguyen (* 1962), US-amerikanischer Schauspieler vietnamesischer Herkunft
- Dustin Nguyen (Comiczeichner) (* 1976), vietnamesischer Comiczeichner
- Emmanuel Nguyễn Hồng Sơn (* 1952), vietnamesischer Geistlicher, Koadjutorbischof von Ba Ria
- Etienne Nguyên Nhu Thê (1935–2024), vietnamesischer Geistlicher, Erzbischof von Huế
- Filip Nguyễn (* 1992), vietnamesischer Fußballspieler
- François Xavier Nguyên Quang Sách (1925–2013), vietnamesischer katholischer Bischof
- François Xavier Nguyên Van Sang (1932–2017), vietnamesischer Geistlicher, katholischer Bischof von Thái Bình
- François Xavier Nguyên Van Thuân (1928–2002), vietnamesischer Geistlicher, Erzbischof von Saigon und Kurienkardinal
- Gaston Nguyen (* 2008), deutscher Basketballspieler
- Huu Phuc Nguyen (* 1976), deutscher Arzt
- Jacqueline Nguyen (* 1965), US-amerikanische Bundesrichterin
- Jacques Nguyên Van Mâu (1914–2013), vietnamesischer Bischof
- James Nguyen (* 1966), US-amerikanisch-vietnamesischer Filmregisseur und Produzent
- Jérôme Thi Nguyễn (* 1985), deutscher Philosoph und Musiker
- John Baptist Nguyen Huy Bac (* 1967), vietnamesischer Geistlicher, Bischof von Ban Mê Thuột
- Johnny Trí Nguyễn (* 1974), US-amerikanischer Schauspieler
- Joseph Nguyễn Chí Linh (* 1949), vietnamesischer Geistlicher, Erzbischof von Huế
- Joseph Nguyễn Đức Cường (* 1953), vietnamesischer Geistlicher, Bischof von Thanh Hóa
- Joseph Nguyen Nang (* 1953), vietnamesischer Geistlicher, Erzbischof von Ho-Chi-Minh-Stadt
- Joseph Nguyen Tan Tuoc (* 1958), vietnamesischer Geistlicher, Bischof von Phú Cường
- Joseph Nguyên Tich Duc (1938–2011), vietnamesischer Geistlicher, Bischof von Ban Mê Thuôt
- Joseph Nguyên Van Yến (* 1942), vietnamesischer Geistlicher, Bischof von Phát Diệm
- Joseph Phuong Nguyen (* 1957), vietnamesischer Geistlicher, Bischof von Kamloops
- Kim Nguyen, kanadischer Filmregisseur, Drehbuchautor und Filmproduzent
- Lan Marie Nguyen Berg (* 1987), norwegische Politikerin
- Lee Nguyen (* 1986), vietnamesisch-US-amerikanischer Fußballspieler
- Louis Nguyễn Anh Tuấn (* 1960), vietnamesischer Geistlicher, Bischof von Hà Tĩnh
- Lucie Nguyen Tan (* 2003), französische Tennisspielerin
- Luy Gonzaga Nguyễn Hùng Vị (* 1952), vietnamesischer Geistlicher, Bischof von Kontum
- Madison Nguyen (* 2. Hälfte des 20. Jahrhunderts in Vietnam), US-amerikanische Politikerin aus Kalifornien
- Mai Thi Nguyen-Kim (* 1987), deutsche Wissenschaftlerin und Edutainerin
- Marcel Nguyen (* 1987), deutscher Kunstturner
- Maria Nguyen-Nhu (* 1976), deutsche Pianistin, Klavierpädagogin, Klassik-DJ und Musikjournalistin
- Martin Nguyen (* 1980), österreichischer Regisseur vietnamesischer Herkunft
- Matthieu Nguyên Van Khôi (* 1951), vietnamesischer Geistlicher, Bischof von Quy Nhơn
- Mayko Nguyen (* 1980), kanadische Schauspielerin
- Men Nguyen (* 1954), US-amerikanischer Pokerspieler
- Michael Ray Nguyen-Stevenson (* 1989), US-amerikanischer Rapper, siehe Tyga
- Michal Nguyễn (* 1989), tschechisch-vietnamesischer Fußballspieler
- Michel Nguyên Khác Ngu (1909–2009), vietnamesischer Geistlicher, Bischof von Long Xuyên
- Minh Nguyen (Pokerspieler, I) (Minh Van Nguyen), US-amerikanischer Pokerspieler
- Minh Nguyen (Pokerspieler, II), US-amerikanischer Pokerspieler
- Minh Hau Nguyen (* 1987 oder 1988), australischer Pokerspieler
- Minh Son Nguyen (* 1970), vietnamesisch-schweizerischer Jurist und Autor
- Nam Nguyen (* 1998), kanadischer Eiskunstläufer
- Nam Duy Nguyen (* 1996), deutscher Politiker (Die Linke)
- Nhat Nguyen (* 2000), irischer Badmintonspieler vietnamesischer Herkunft
- Paul Nguyên Binh Tinh (1930–2023), vietnamesischer Ordensgeistlicher, Bischof von Đà Nẵng
- Paul Marie Nguyên Minh Nhât (1926–2007), vietnamesischer Geistlicher, Bischof von Xuân Lôc
- Paul Nguyễn Quang Đĩnh (* 1973), vietnamesischer Geistlicher, Weihbischof in Hưng Hóa
- Paul Nguyên Thai Hop (* 1945), vietnamesischer Ordensgeistlicher, Bischof von Vinh
- Paul Nguyên Thanh Hoan (1939–2014), vietnamesischer Geistlicher, Bischof von Phan Thiết
- Paul Nguyên Van Hòa (1931–2017), vietnamesischer Geistlicher, Bischof von Nha Trang
- Paulina Nguyen (* 1989), US-amerikanische Schauspielerin und Model
- Peter Nguyễn Văn Hùng (* 1958), vietnamesisch-australischer Priester und Menschenrechtsaktivist
- Phạm Lê Thảo Nguyên (* 1987), vietnamesische Schachspielerin
- Phi Nguyen, US-amerikanischer Pokerspieler
- Pierre Nguyên Soan (1936–2024), vietnamesischer Geistlicher, Bischof von Quy Nhơn
- Pierre Nguyên Van Dê (* 1946), vietnamesischer Ordensgeistlicher, Bischof von Thái Binh
- Pierre Nguyên Van Kham (* 1952), vietnamesischer Geistlicher, Bischof von Mỹ Tho
- Pierre Nguyễn Văn Nhơn (* 1938), vietnamesischer Geistlicher, Erzbischof von Hanoi
- Pierre Nguyên Van Nho (1937–2003), vietnamesischer Geistlicher, Koadjutorbischof von Nha Trang
- Pierre Nguyễn Văn Tốt (* 1949), vietnamesischer Geistlicher, Erzbischof und Diplomat
- Pierre Nguyên Văn Viên (* 1965), vietnamesischer Geistlicher, Weihbischof in Vinh
- Qui Nguyen (* 1977), US-amerikanischer Pokerspieler
- Raphaël Nguyễn Văn Diệp (1926–2007), vietnamesischer Bischof
- Rob Nguyen (* 1980), australischer Rennfahrer
- Scotty Nguyen (* 1962), US-amerikanischer Pokerspieler
- Stephanie Nguyen (* 1986), dänische Tänzerin, Choreografin und Schauspielerin
- (Thaddeus) Nguyễn Văn Lý (* 1946), vietnamesischer Dissident und Priester
- Thai Dai Van Nguyen (* 2001), tschechischer Schachspieler
- Thang Duc Nguyen, deutscher Pokerspieler
- Thanh-Huyen Nguyen (* 2002), deutsche Schauspielerin
- Thanh Thai Nguyen (* 1953), vietnamesisch-US-amerikanischer Geistlicher, Weihbischof in Orange in California
- Thinh Xuan Nguyen (* 1973), vietnamesisch-australischer römisch-katholischer Geistlicher, Weihbischof in Melbourne
- Thomas Nguyên Van Trâm (* 1942), vietnamesischer Geistlicher und emeritierter Bischof von Ba Ria
- Thomas Nguyên Van Tân (1940–2013), vietnamesischer Geistlicher, Bischof von Vĩnh Long
- Thuc Phuong Nguyen (* 2003), deutsche Badmintonspielerin
- Thuy-Han Nguyen-Chi (* 1988), deutsche Künstlerin und Filmemacherin
- Tila Nguyen (* 1981), vietnamesisches Model und Schauspielerin, siehe Tila Tequila
- Tram Nguyen (D) (* 1986), US-amerikanische Politikerin
- Tristan Nguyen (* 1969), deutscher Wirtschaftswissenschaftler
- Van Toan Nguyen (1915–2009), vietnamesischer Schriftsteller, Roman-, Sachbuch-, Gedichts- und Kurzgeschichtenautor
- Van Tuong Nguyen (1980–2005), australischer Drogenschmuggler
- Viet Thanh Nguyen (* 1971), vietnamesisch-US-amerikanischer Sozialwissenschaftler und Schriftsteller
- Vincent Nguyễn Mạnh Hiếu (* 1966), kanadisch-vietnamesischer Priester, Weihbischof in Toronto
- Vincent Nguyên Van Ban (* 1956), vietnamesischer Geistlicher, Bischof von Hải Phòng
- Lý-Nguyễn Savanna (* 2000), vietnamesische Tennisspielerin

darüber hinaus:
- (24052) Nguyen, Asteroid